# Andelle
El riu Andelle (Alta Normandia, França, 56,8 km) forma l'últim afluent important de la riba dreta del riu Sena. Té l'aguaneix a Serqueux dins el Pays de Bray i desemboca al riu Sena a Pîtres.
Els principals afluents són el Héron, el Crevon i el Lieure.

## Municipis al seu curs
- Alta Normandia
  - Sena Marítim: Serqueux, Forges-les-Eaux, Rouvray-Catillon, Sigy-en-Bray, Nolléval, Morville-sur-Andelle, Le Héron, Elbeuf-sur-Andelle i Croisy-sur-Andelle.
  - Eure: Vascœuil, Perruel, Perriers-sur-Andelle, Charleval, Fleury-sur-Andelle, Radepont, Douville-sur-Andelle, Pont-Saint-Pierre, Romilly-sur-Andelle i Pîtres.